# Georges Pompidou
Georges Jean Raymond Pompidou (5. juli 1911 i Montboudif – 2. april 1974 i Paris) var en fransk politiker. Frankrigs præsident fra 1969 til sin død. Premierminister under Charles de Gaulle i perioden 1962-1968 og dermed den længst siddende premierminister under Den Femte Republik.
Han tog initiativ til et stort kulturcenter i Paris, Centre de Beaubourg, som i daglig tale kaldes Pompidou-centret.

## Udenrigspolitik
Pompidou var gaullist, men mere moderat end sin forgænger i embedet. Han åbnede således mulighed for, at Storbritannien – og dermed Danmark og Irland – kunne blive medlem af EF i 1973.
| Efterfulgte Charles de Gaulle 1959-1969 | Frankrigs præsidenter | Efterfulgt af Valéry Giscard d'Estaing 1974-1981 |

| Efterfulgte: Michel Debré | Frankrigs premierministre 1962–1968 | Efterfulgtes af: Maurice Couve de Murville |

- Wikimedia Commons har flere filer relateret til Georges Pompidou